# Wiosna (obraz Wojciecha Weissa)
Wiosna – obraz Wojciecha Weissa z 1898.

## Opis
Dzieło przedstawia nagiego chłopca z wypiekami na twarzy. W ręku trzyma bazie. Jest przedstawiony na tle pola, które pokryte jest kiełkującymi roślinami. W głębi obrazu widać nagiego mężczyznę goniącego nagą kobietę, co można interpretować jako nawiązanie do mitologii greckiej (Apollo i Dafne). Erotyzm, stanowiący cechę malarskiego przedstawienia, był typowym motywem do którego nawiązywano w sztuce przełomu XIX i XX wieku.